# Kagošima
Kagoshima je grad u Japanu. Ima oko 514 000 stanovnika i jedan je od najvažnijih gradova na jugu otoku Kyushu. Zemljopisni položaj ovog grada omogućuje mu da ima pogled na aktivni vulkan Sakurajima.
Područje je poznato još i po keramici i pirinčanoj rakiji (shochu).